# USS Robert Smith (DD-324)
USS Robert Smith (DD-324) là một tàu khu trục lớp Clemson được Hải quân Hoa Kỳ chế tạo vào cuối Chiến tranh Thế giới thứ nhất. Nó là chiếc tàu chiến duy nhất của Hải quân Hoa Kỳ được đặt theo tên Bộ trưởng Hải quân Robert Smith (1757-1842). Robert Smith ngừng hoạt động năm 1930 và bị tháo dỡ năm 1931 nhằm tuân thủ quy định hạn chế vũ trang của Hiệp ước Hải quân London

## Thiết kế và chế tạo
Robert Smith được đặt lườn vào ngày 13 tháng 5 năm 1919 tại xưởng tàu Union Iron Works của hãng Bethlehem Shipbuilding Corporation ở San Francisco, California. Nó được hạ thủy vào ngày 19 tháng 9 năm 1919, được đỡ đầu bởi cô Jane Cooper; và được đưa ra hoạt động vào ngày 17 tháng 3 năm 1921 dưới quyền chỉ huy của Hạm trưởng, Thiếu tá Hải quân Paul M. Bates.

## Lịch sử hoạt động
Rời San Francisco vào ngày 5 tháng 4 năm 1921, Robert Smith hướng đến cảng nhà mới của nó là San Diego, California để hoạt động như là soái hạm của Đội khu trục 45 thuộc Chi hạm đội Khu trục 2, Hạm đội Thái Bình Dương. Nó di chuyển dọc theo vùng bờ Tây Hoa Kỳ và Mexico cùng Hạm đội Chiến trận cho đến năm 1925, được điều động sang Đội khu trục 35 từ tháng 9 năm 1922. Nó tiến hành các cuộc thực tập tác xạ, thực hành ngư lôi và tập trận, được đại tu hàng năm tại Xưởng hải quân Mare Island. Chiếc tàu khu trục đã rời Mare Island vào ngày 19 tháng 5 năm 1925 cho một chuyến đi cùng các đơn vị thuộc Hạm đội Chiến trận. Sau khi tham gia các cuộc cơ động ngoài khơi Lahaina Roads, nó rời Trân Châu Cảng vào ngày 1 tháng 7 để đi Pago Pago, Samoa; Melbourne, Australia; Lyttelton và Wellington, New Zealand; và Tutuila, Samoa; quay trở về Trân Châu Cảng vào ngày 18 tháng 9.
Quay trở về San Diego vào ngày 26 tháng 9 năm 1925, Robert Smith tiếp nối nhiệm vụ như một đơn vị thuộc Lực lượng Khu trục, Hạm đội Thái Bình Dương. Nó băng qua kênh đào Panama vào tháng 4 năm 1927, đi lên phía Bắc đến Tompkinsville, New York, trước khi quay trở lại phía Nam để hoạt động tại vùng biển Panama trong tháng 7. Nó di chuyển dọc theo bờ biển Nam California cho đến đầu năm 1928, được bố trí đến vùng biển quần đảo Hawaii vào tháng 5 năm 1928 và một lần nữa vào tháng 7. Nó hoạt động tại vùng biển Mexico và California vào đầu năm 1929 trước khi quay trở về San Diego vào ngày 28 tháng 8 năm 1929 để chuẩn bị được cho ngừng hoạt động.
Robert Smith được cho xuất biên chế vào ngày 1 tháng 3 năm 1930 tại San Diego, và được kéo đến Xưởng hải quân Mare Island vào ngày 4 tháng 4. Tên nó được cho rút khỏi danh sách Đăng bạ Hải quân vào ngày 12 tháng 7 năm 1930. Robert Smith bị bán để tháo dỡ vào ngày 10 tháng 6 năm 1931 nhằm tuân thủ những điều khoản hạn chế vũ trang của Hiệp ước Hải quân London.